# Mistrzostwa Świata w Łyżwiarstwie Szybkim w Wieloboju 2019
113. Mistrzostwa Świata w Łyżwiarstwie Szybkim w Wieloboju 2019 odbyły się w hali sportowej Olympic Oval w Calgary w Kanadzie, w dniach 2-3 marca 2019 roku.

## Harmonogram
Wszystkie godziny podane według czasu lokalnego (UTC-6).
| Data    | Czas  | Konkurencja       |
| ------- | ----- | ----------------- |
| 2 marca | 12:00 | 500 m kobiet      |
| 2 marca | 12:00 | 500 m mężczyzn    |
| 2 marca | 12:00 | 3000 m kobiet     |
| 2 marca | 12:00 | 5000 m mężczyzn   |
| 3 marca | 12:00 | 1500 m kobiet     |
| 3 marca | 12:00 | 1500 m mężczyzn   |
| 3 marca | 12:00 | 5000 m kobiet     |
| 3 marca | 12:00 | 10.000 m mężczyzn |

## Podsumowanie

### Tabela medalowa
| Miejsce | Państwo  | Złoto | Srebro | Brąz | Ogółem |
| ------- | -------- | ----- | ------ | ---- | ------ |
| 1.      | Holandia | 1     | 0      | 2    | 3      |
| 2.      | Czechy   | 1     | 0      | 0    | 1      |
| 3.      | Japonia  | 0     | 1      | 0    | 1      |
| 3.      | Norwegia | 0     | 1      | 0    | 1      |

### Medaliści
| Mężczyźni | Patrick Roest     | 145.561 | Sverre Lunde Pedersen | 146.075 | Sven Kramer        | 146.962 |
| Kobiety   | Martina Sáblíková | 156.306 | Miho Takagi           | 156.878 | Antoinette de Jong | 157.840 |